# Satz vom Minimum und Maximum

Eine auf [a,b] definierte stetige Funktion, die ihr Maximum und Minimum annimmt

Der Satz vom Minimum und Maximum (auch Extremwertsatz, Satz von Weierstraß) ist ein mathematischer Lehrsatz aus dem Gebiet der Analysis, der eine Aussage über die Existenz von Extremwerten trifft. Er besagt, dass jede auf einem kompakten Intervall definierte, reellwertige und stetige Funktion beschränkt ist und ihr Maximum sowie Minimum annimmt.
Der Satz wird dem deutschen Mathematiker Karl Weierstraß zugerechnet. Er ist einer der Hauptsätze der Analysis und stellt ein wichtiges Instrument zum Beweis der Existenz von Extremwerten solcher Funktionen dar.

## Satz vom Minimum und Maximum
Der Satz lässt sich in mehreren Fassungen formulieren:
(Ia) Jede auf einem kompakten Intervall {\displaystyle [a,b]\subset \mathbb {R} \;(a\leq b)} definierte stetige Funktion ist beschränkt und nimmt ihr Maximum und ihr Minimum an.
Oder ausführlich:
(Ib) Ist {\displaystyle f\colon [a,b]\to \mathbb {R} } eine stetige Funktion, so gibt es stets Argumente {\displaystyle {\tilde {x}},{\hat {x}}\in [a,b]} derart, dass für jedes andere Argument {\displaystyle x\in [a,b]} die Ungleichung {\displaystyle f({\hat {x}})\leq f(x)\leq f({\tilde {x}})} erfüllt ist.
Oder kurz und unter Einbeziehung des Zwischenwertsatzes:
(II) Für jede stetige Funktion {\displaystyle f\colon [a,b]\to \mathbb {R} } existieren Argumente {\displaystyle {\tilde {x}},{\hat {x}}\in [a,b]} mit {\displaystyle f([a,b])=[f({\hat {x}}),f({\tilde {x}})]}.

## Beweis
Voraussetzung: Sei {\displaystyle f\colon [a,b]\to \mathbb {R} } eine stetige Funktion mit {\displaystyle a,b\in \mathbb {R} } und {\displaystyle a\leq b}.
{\displaystyle M=f([a,b])} sei die Menge aller Funktionswerte, die {\displaystyle f} annimmt.
Die Folgen {\displaystyle (y_{n}),y_{n}\in M} und {\displaystyle (x_{n}),x_{n}\in [a,b]} mit jeweils {\displaystyle n\in \mathbb {N} } heißen zugehörig, wenn für je ein Folgenglied gilt: {\displaystyle f(x_{n})=y_{n}}.
{\displaystyle (x_{k})} bzw. {\displaystyle (y_{k})} sei eine durch geeignete Auswahl aus {\displaystyle (x_{n})} bzw. {\displaystyle (y_{n})} entstehende Teilfolge, wobei {\displaystyle k\in K\subset \mathbb {N} }.
A. Behauptung: Jede Folge {\displaystyle (y_{n})} hat eine Teilfolge {\displaystyle (y_{k})}, die gegen ein {\displaystyle y_{l}\in M} konvergiert.
Beweis: Die {\displaystyle (y_{n})} zugehörige Folge {\displaystyle (x_{n})} ist wegen {\displaystyle x_{n}\in [a,b]} beschränkt. Mit dem Satz von Bolzano-Weierstraß lässt sich aus {\displaystyle (x_{n})} eine konvergente Teilfolge {\displaystyle (x_{k})} auswählen. Da {\displaystyle [a,b]} kompakt ist, konvergiert {\displaystyle (x_{k})} gegen ein {\displaystyle x_{l}\in [a,b]}. Da {\displaystyle f} in {\displaystyle [a,b]} stetig ist, konvergiert die zugehörige Folge {\displaystyle (y_{k})} nach dem Folgenkriterium der Stetigkeit gegen {\displaystyle y_{l}=f(x_{l})\in M}.
B. Behauptung: {\displaystyle f} ist in [a,b] nach oben beschränkt.
Der Beweis wird indirekt geführt. - Annahme: {\displaystyle f} ist nicht nach oben beschränkt.
Dann gibt es eine streng monoton steigende und (bestimmt) divergente Folge {\displaystyle (y_{n})}. Jede Teilfolge {\displaystyle (y_{k})} von {\displaystyle (y_{n})} ist ebenfalls divergent. Das ist widersprüchlich, denn mit A. lässt sich aus {\displaystyle (y_{n})} eine konvergente Teilfolge {\displaystyle (y_{k})} auswählen.
Also ist {\displaystyle f} nach oben beschränkt, und {\displaystyle M} hat ein Supremum {\displaystyle s\in \mathbb {R} }.
C. Behauptung: {\displaystyle f} nimmt in [a,b] ein Maximum an.
Aus geeignet gewählten Elementen von {\displaystyle M} lässt sich eine Folge {\displaystyle (y_{n})} erstellen, die gegen das Supremum {\displaystyle s} von {\displaystyle M} konvergiert. Jede Teilfolge {\displaystyle (y_{k})} von {\displaystyle (y_{n})} konvergiert ebenfalls gegen {\displaystyle s}. Mit A. gibt es eine Teilfolge {\displaystyle (y_{k})} von {\displaystyle (y_{n})}, die gegen {\displaystyle y_{l}=f(x_{l})\in M} konvergiert. Wegen der Eindeutigkeit des Grenzwerts ist {\displaystyle s=y_{l}} das Maximum der Behauptung.
D. Behauptung: {\displaystyle f} ist in [a,b] nach unten beschränkt und nimmt dort ein Minimum an.
Zum Beweis ist in B. und C. „oben“ durch „unten“, „steigend“ durch „fallend“, „Supremum“ durch „Infimum“ und „Maximum“ durch „Minimum“ zu ersetzen.

## Bemerkungen
- Der Satz ist ein reiner Existenzsatz. Er ist nicht konstruktiv, das heißt, er liefert kein Verfahren, die Extremalstellen tatsächlich zu bestimmen. Bei differenzierbaren Funktionen können die Methoden der Kurvendiskussion genutzt werden, um die Extrema einer Funktion zu bestimmen.
- Der Satz vom Minimum und Maximum ist in bestimmtem Sinne charakteristisch für {\displaystyle \mathbb {R} }. Seine uneingeschränkte Gültigkeit ist gleichwertig mit dem  Supremumsaxiom.

## Verallgemeinerung
Der gleiche Satz  - gemäß den Fassungen  (Ia)  oder  (Ib)  -  gilt auch noch, wenn anstelle eines kompakten reellen Intervalls ein beliebiger kompakter topologischer Raum zugrunde gelegt wird: Stetige Bilder von kompakten topologischen Räumen unter reellwertigen Funktionen sind innerhalb der reellen Zahlen stets abgeschlossen und beschränkt.
Tatsächlich kann diese Aussage noch weiter verallgemeinert werden: Das Bild eines kompakten topologischen Raums unter einer stetigen Funktion ist wieder kompakt. Da kompakte Teilmengen von metrischen Räumen (insbesondere also von {\displaystyle \mathbb {R} }) immer abgeschlossen und beschränkt sind, folgt sofort die obige Aussage.
Da auch die Bilder zusammenhängender topologischer Räume unter stetigen Funktionen wieder zusammenhängend sind und die zusammenhängenden Teilmengen von {\displaystyle \mathbb {R} } gerade die Intervalle sind, stellt sich auch die Fassung (II) als Spezialfall eines allgemeinen topologischen Sachverhalts dar.